# Jorge Orrico
Jorge Omar Orrico Miraldi (Montevideo, 25 de octubre de 1946) es un abogado y político uruguayo perteneciente al Frente Amplio.

## Carrera política
Sus orígenes políticos estuvieron en el seno del Partido Colorado, en 1966 llegó a presidir el sector juvenil de la Lista 15 que apoyaba a Luis Hierro Gambardella. Pero abandonó el Partido Colorado al año siguiente.
Egresa de la Universidad de la República en 1980 con el título de Doctor en Derecho. Realizó posgrados en Derecho Penal, Laboral y Filosofía del Derecho; trabajó en departamentos de marketing de diversas empresas.
Milita en el Frente Amplio desde su fundación en 1971, al principio como independiente. A fines de la dictadura se acerca a la Lista 99, siendo electo edil para el periodo 1985-1990.
En 1994 acompaña a Danilo Astori en la fundación del sector Asamblea Uruguay, y es electo diputado para el periodo 1995-2000. Ha sido reelecto en 1999, 2004 y 2009.
El 1 de marzo de 2012 asume como Presidente de la Cámara de Representantes de Uruguay, cargo para el que fue votado por la unanimidad de sus colegas parlamentarios.

## Carrera actoral
Orrico también es actor y ha actuado en numerosas ocasiones:
- 1979 -1984: actor en el Teatro Independiente: Un marido de ida y vuelta; El concierto de San Ovidio; Una libra de carne; La República de la calle.
- 2001 – Actor de Reparto en la película Estrella del Sur del director Luis Nieto.

## Familia
Contrae matrimonio con María Cristina Martínez y tiene 3 hijos: Sebastián, Florencia y Nicolás.